# Zlatko Lagumdžija
Zlatko Lagumdžija (Sarajevo, 26. prosinca 1955.), bošnjački bosanskohercegovački političar, bivši predsjednik SDP-a BiH i ministar vanjskih poslova BiH. Član Centralnog komiteta Saveza komunista Bosne i Hercegovine od 1990. Sudjelovao u transformaciji Saveza komunista BiH u Savez komunista BiH - Stranku demokratskih promjena (SK BiH - SDP) 1991., te potom u Socijaldemokratsku partiju BiH 1992.

## Životopis
Zlatko Lagumdžija rođen je u Sarajevu u obitelji Salke i Razije. Njegov otac Salko (1921. – 1973.) bio je gradonačelnik Sarajeva od 1965. do 1967. i poslanik u Narodnoj skupštini SR BiH. Osnovnu školu "Hasan Kikić" Lagumdžija je završio 1970. u rodnom gradu, potom je maturirao 1973. u gimnaziji u Detroitu u SAD-u. Nakon mature vratio se u Sarajevo gdje je diplomirao 1977., magistrirao 1981. i doktorirao 1988. na temama s područja informatike i elektrotehnike na Sveučilištu u Sarajevu.
Iduće godine počinje raditi kao profesor na Ekonomskom i Elektrotehničkom fakultetu Sveučilišta u Sarajevu. U SDP BiH se učlanio po osnivanju stranke 1990. U vrijeme rata, od 1992. do 1993. bio je potpredsjednik Vlade RBiH. Dužnost u Vladi prestao je vršiti 1993. Na Ekonomskom fakultetu je 1994. postao čelnik Katedre za poslovnu informatiku, a iduće godine imenovan je ravnateljem Centra za menadžment i informacijsku tehnologiju.
Nakon općih izbora 1996., Lagumdžija je izabran za zastupnika u Zastupničkom domu PS BiH. Iduće godine izabran je za predsjednika SDP-a BiH. Na idućim izborima održanim 2000., Lagumdžija se ponovno kandidirao za zastupnički mandat u Zastupničkom domu PS BiH, te je dobio 34 212 glasa. Međutim, prestao je vršiti zastupničku dužnost kada je 22. veljače 2001. imenovan ministrom vanjskih poslova BiH u Vijeću ministara BiH, čiji je predsjedavatelj bio Božidar Matić iz SDP-a BiH.
Pet mjeseci kasnije, 18. srpnja 2001., Lagumdžija je imenovan predsjedavateljem Vijeća ministara i na toj dužnosti ostao je do 15. ožujka 2002., kada je ponovno imenovan ministrom vanjskih poslova BiH, ovoga puta pod predsjedanjem Dragana Mikerevića iz Partije demokratskog progresa. Lagumdžija je prestao biti član Vijeća ministara 23. prosinca 2002., sastavljanjem novog saziva Vijeća ministara nakon općih izbora 2002. Na tim izborima, Lagumdžija je s 12 071 glasom ponovno izabran za zastupnika u Zastupničkom domu PS BiH. Četiri godine kasnije, na izborima 2006. ponovno je izabran na zastupničku dužnost s 16 161 glasom. Na izborima 2010. je izabran na zastupničku dužnost s 28 451 glasom. Na općim izborima 2014. bio je nositelj liste SDP BiH za Parlamentarnu skupštinu BiH, no nije uspio dobiti mandat.